# The Million Dollar Homepage
The Million Dollar Homepage（ミリオンダラー・ホームページ）は、イギリスのウィルトシャー出身の学生アレックス・テュー (Alex Tew) が、大学の学費を稼ぐために2005年に立ち上げたウェブサイト。そのホームページは1000×1000の格子状に配置された100万ピクセルで構成され、10×10ピクセルを最小ブロックとして、1ピクセル当たり1ドルで販売し、そこに画像ベースのリンクを設置する。ブロックの購入者がそこに表示すべき画像と、その画像にリンクすべき URL とカーソルがそのリンク上を通過する際に表示すべき文言を提供する。このウェブサイトの目標は全ピクセルを販売することで、それによって作者に100万ドル（ミリオンダラー）が入ってくることになる。ウォールストリート・ジャーナルによれば、このサイトがきっかけとなり、他にもピクセルを販売するウェブサイトが生まれた。
2005年8月26日に立ち上げられ、このウェブサイトはインターネット現象の一種となった。アレクサによるウェブトラフィックのランキングによれば、最高で127位になったが、2009年5月9日現在では40,044位になっている。2006年1月1日、最後の1000ピクセルがeBayのオークションに出品された。オークションは1月11日に終了し、38,100ドルで落札したため、最終的な売り上げは1,037,100ドルとなった。
2006年1月のオークション期間中、このウェブサイトはDDoS攻撃のターゲットとなり、脅迫（身代金の要求）を受けた。このためセキュリティシステムの更新が完了するまでの約1週間はアクセス不能となった。連邦捜査局とウィルトシャー警察がこの事件（攻撃と脅迫）を捜査した。

## 開発
アレックス・テューは、イングランド、ウィルトシャーの Cricklade 出身の学生で、2005年8月、21歳のときにミリオンダラー・ホームページを思いついた。ノッティンガム大学で3年間の経営学コースに在席していた彼は、返済に何年もかかる学生ローンのことを懸念していた。そこで、そのアイデアを思いつくと、ウェブサイト上の100万ピクセルを1ピクセルあたり1ドルで販売することを決心した。そこに購入者が自分の広告用画像を貼り付け、適当なウェブサイトへのハイパーリンクをオプションで設置するのである。ピクセルをポンドではなくドルで販売することにしたのは、アメリカ合衆国の方がイギリスよりもオンライン人口が多く、アメリカの通貨で販売した方が注目されやすいとテューが考えたためである。また2005年の時点で、ポンドはドルよりも強く、1ポンドは約1.80ドルだった。そのため、1ピクセルを1ポンドにすると少し高すぎると思われた。テューがサイト立ち上げにかけたコストは50ユーロで、ドメイン名の登録料とウェブホスティングの料金である。このサイトは2005年8月26日から運営開始した。
このホームページは、サイト名と販売済みピクセル数を表示したウェブバナー、サイト内のウェブページへの9つのリンクを含むナビゲーションバー、何も表示していない1,000,000ピクセルの正方形を10,000個の100ピクセルのブロックに分けたもので構成されていた。テューは顧客に対してサイトを5年間オンラインにしておくことを約束した。つまり、最短でも2010年8月26日まではオンラインということになる。

## ピクセル販売
個々のピクセルは単独では小さすぎて容易には見えないため、10×10の100ピクセル単位で販売された。したがって、最小単位の価格は100ドルである。最初の購入者はテューの友人でオンライン音楽サイトの運営者であり、サイト立ち上げの3日後のことだった。彼は20×20ピクセルのブロックで400ピクセルを購入した。2週間で、テューの友人や親戚が合計4,700ピクセルを購入した。つまり、このサイトは当初口コミだけで販売していたのである。しかし1,000ドルの売り上げを記録した時点で、プレスリリースをマスコミ各社に送り、それをBBCが取り上げた。9月には、技術系ニュースサイト The Register (英語版項目) がミリオンダラー・ホームページについての記事を2回掲載した。9月末には売り上げが250,000ドルに達し、アレクサ・インターネットの "Movers and Shakers"（順位変動の激しさのラインキング）ではブリトニー・スピアーズと Photo District News に次いで3位にランキングされた。10月6日、テューは65,000人のユニークビジターがあったと報告した。1465の得票（Digg）があり、その週の最も得票の多いリンクとなった。11日後にはユニークビジター数は100,000人に増えた。サイト立ち上げから2か月後の10月26日、1,400の顧客に500,900ピクセル以上を販売していた。大晦日には、テューは1時間毎に25,000人のユニークビジターがあり、アレクサのランキングで127位になったことを報告した。そして、この時点で1,000,000ピクセルのうち999,000ピクセルが売れていた。
2006年1月1日、テューは最後の1,000ピクセルの購入希望者が多いため、「最も公平で論理的な方法」としてeBayでのオークションを行うことを発表した。第2のミリオンダラー・ホームページを立ち上げるという方法も考えられたが、「100万ピクセルというコンセプトの完全性と唯一性」を失うことを避けたという。オークションは10日間で99の妥当な入札があった。最高入札額は160,109.99ドルにもなったが、多くは入札者が撤回したり、悪ふざけとしてキャンセルされた。「私が実際に相手に電話してみると、真面目な入札でなかったとわかる。これにはイライラさせられた。だから、最後の瞬間にそれらの入札者を削除した」とテューは述べている。落札価格は38,100ドルで、ダイエット関連商品のオンラインストア MillionDollarWeightLoss.com が落札した。メディアの注目が集まっているため、テューはもっと高額で落札すると期待していたと述べた。ミリオンダラー・ホームページの総売り上げは5か月間で1,037,100ドルとなった。コスト、税金、子供や若者のための募金であるThe Prince's Trust (en)への寄付を差し引くと、テューの収入はだいたい650,000ドルから700,000ドルになった。
ピクセル購入者は、Panda Software、タイムズ、テネイシャスD、Yahoo!といった有名なところから、オンラインカジノ、出会い系サイト、個人向け金融、ウェブデザインなどまで様々である。

## メディアの注目
このサイトに注目を集めさせる結果となった9月のプレスリリースに続いて、ミリオンダラー・ホームページは BBC Online、The Register、デイリー・テレグラフ といったメディアの記事で扱われた。テューはまた、朝のテレビ番組 Sky News Sunrise や BBC Breakfast にも出演した。
11月にはこのウェブサイトは世界的に有名になり、ドイツ版フィナンシャル・タイムズ、ニュージーランドのテレビジョン・ニュージーランド、南アメリカの Terra Networks、中国の中国日報までもが注目するようになり、さらにはアメリカ合衆国の Adweek、Florida Today、ウォールストリート・ジャーナルが取り上げた。テューはアメリカ在住の広報係を雇ってアメリカのメディアの注目を集めようとし、自らも1週間のアメリカ旅行をし、ABCニュースラジオ、FOXニュース、Attack of the Show!、いくつかのローカルニュース番組でインタビューを受けた。
コンセプトは「単純で見事」、「賢い」、「巧妙だ」、「（広告）媒体としてはユニークで、しかも少し楽しい」などと評された。ノッティンガム大学の Martin Binks 教授は、「単純さが見事だ。……広告主はその目新しさに惹かれる。……このサイトは1つの現象となった」と述べた。アメリカの Popular Mechanics 誌では、「内容は何もない。素晴らしいグラフィックスも景品もパリス・ヒルトンの動画もない。CMしか放送しないテレビのチャンネルや、広告しか掲載していない雑誌を想像してみればよい。それがミリオンダラー・ホームページだ。バイラルマーケティングの力を見せつけた驚くべき実例だ」と述べている。ワシントン・ポスト紙の Don Oldenburg は、このサイトを賞賛しない記事を書いた数少ない人の1人で、「安っぽい、詐欺まがいの広告やスパムやバナー広告やポップアップの荒野」と評した。Oldenburg はさらに、「合成ステロイドの掲示板、見ずにはいられない転覆した広告列車のようなものだ。あなたがこれまでに見た全てのポップアップ広告を集めたかのように感じるだろう。それはインターネットそのものであり、これを見たあとは急にシャワーを浴びたくなる」と続けた。
最後に残ったピクセル群がオークションにかけられると、テューは Richard & Judy のインタビューを受け、BBCニュースオンラインが人物評を掲載した。ウォールストリート・ジャーナルはミリオンダラー・ホームページとそのインターネットコミュニティに与えた影響に関する記事を掲載した。「テュー氏自身はインターネットコミュニティの有名人の仲間入りを果たした。……その創造力は……オンライン起業の興味深い絵を描いた」
テューは結局、経営学コースを辞めてしまった。そして、1ピクセルを2ドルで販売して1ドルはテューの利益としてもう1ドルは積み立てて、100万ドルを当選者に与えるという一種の宝くじのようなサイトを始めた。彼は、「このアイデアは長持ちする」とし、「100万ドルが欲しくない人は見たことがない。だから、これは何度でもできる」と述べていた。そのサイト Pixelotto  は思ったほど人気が出ず、当選者には153,000ドルの賞金が与えられた。

## DDoS攻撃
2006年1月7日、最後の1,000ピクセルのオークションが終了する3日前、テューは The Dark Group と名乗るグループからの電子メールを受け取った。その内容は、1月10日までに5,000ドルの身代金を支払わなければ、ミリオンダラー・ホームページにDDoS攻撃を仕掛けるという脅迫状だった。いたずらだと思ったテューはこれを無視したが、1週間後には第2の脅迫メールを受け取った。そこには「お前のウェブサイトは我々の攻撃下にある。DDoSを止めて欲しいなら50000ドルを送れ」とあった。テューはまたいたずらだと思って無視したが、その後ウェブサイトにトラフィックや電子メールが殺到し、サイトでクラッシュが発生した。「脅迫者を満足させたくないから私はそういうものには応対しなかったし、金を払う気もなかった。私のウェブサイトで起きたことはテロのようなものだ。もし身代金を払ったら、別の攻撃が始まるだろう」とテューは述べた。
セキュリティの強化が完了するまでの1週間、そのサイトにはアクセスできなくなった。ウィルトシャー警察のハイテク犯罪部門と連邦捜査局が脅迫と攻撃について捜査し、発信地はロシアだとした。

## 類似のサイト
他にもピクセルを広告用に販売するサイトは多数存在する。テューはそれらについて、「（それらは）すぐさま出てきて、今では数百のサイトがピクセルを売っている。このコピーキャット達は互いに競い合っている」と述べた。「自らを宣伝している様子はないので、あまりうまくいっていないと思う。このアイデアがうまくいくのは1回だけで、目新しさがないとうまくいかない。どのコピーキャットのサイトも純粋に喜劇的価値しかないが、私のサイトはそれ以上の価値があったかもしれない。だから私に言えるのは、幸運を祈るってことだけだ」